# 李存颢
李存颢（9世纪—908年），唐朝末年将领，李克用的义子。
908年正月，晋王李克用去世，其子李存勖嗣位。李克用之弟李克宁以李存勖年少，有时托疾不朝，有时见而不拜。李存颢和李存实对李克宁说：“兄亡弟及，古之道也。以叔拜侄，安有此理？人生富贵，当自取之。”李克宁说：“吾家三世，父慈子孝，先王的基业有了归属，我有什么希求！”但是最后李克宁还是动心。李存颢等为李克宁谋划，趁着晋王李存勖到李克宁的家里探望，杀死张承业、李存璋，拥奉李克宁为节度使，率河东所属九州归附后梁，逮捕晋王李存勖及太夫人曹氏送往大梁。张承业得知后，召见李存璋、吴珙、李存敬、长直军使朱守殷。在二月廿一日，在王府摆酒宴请诸将，埋伏的甲兵在座位上把李克宁、李存颢逮捕。当日，杀了李克宁及李存颢。